# Lee Cattermole
Lee Barry Cattermole (Stockton-on-Tees, 21 de março de 1988)  é um ex-futebolista inglês que atuava como volante. Atualmente, está aposentado. Ficou conhecido por sua grande quantidade de cartões e indisciplina.

## Carreira

### Milddlesbrough
Começou nos juniores do Middlesbrough em 1998. Passou por todas as categorias de base, até fazer sua estréia no ano de 2005, no derby de Tyne-Tees, contra o Newcastle United no dia 2 de janeiro de 2006, jogando os 90 minutos em uma partida que terminou em 2–2, na qual o jogador da seleção de base inglesa recebeu o melhor em campo pêmio. O gerente do clube na época, Steve McClaren, mais tarde elogiou seu desempenho, afirmando: " Quando precisávamos que as pessoas se levantassem e fossem contadas, bastou um garoto de 17 anos para reunir todos ".
Depois de uma derrota em casa por 4-0 para o Aston Villa, ele foi capturado em lágrimas e teve que ser consolado pelo capitão Gareth Southgate. No entanto, após este jogo, a equipe venceria 7 dos próximos 8 jogos, avançando para as quartas de final das taças da FA e da UEFA e derrotando o campeão da Premier League, Chelsea, por 3 a 0, sendo esta, apenas a 2° do clube londrino na liga.
Cattermole marcou seu primeiro gol na liga pelo Middlesbrough em 2 de abril, em uma vitória por 1–0 fora no Manchester City, e jogou pelo Middlesbrough na final da Copa UEFA de 2006.
Cattermole se tornou o capitão mais jovem do Middlesbrough com 18 anos e 47 dias de idade quando comandou o time na derrota por 1 a 0 fora contra o Fulham, em 7 de maio de 2006. Durante o jogo, o jogador mais velho de Middlesbrough, Colin Cooper, entrou como substituto e Cattermole deu esporadicamente a braçadeira de capitão, sem instrução, a Cooper, que estava jogando seu último jogo antes de se aposentar.
Em 20 de outubro de 2006, Cattermole assinou um novo contrato de quatro anos para mantê-lo em Middlesbrough até 2010.

### Wigan Athletic
Em 29 de julho de 2008, Cattermole assinou com o Wigan Athletic um acordo de 3 anos em uma transferência no valor de £ 3,5 milhões. Ele fez sua estreia contra o West Ham United na derrota por 2–1. Cattermole marcou seu primeiro gol pelo Wigan em uma vitória por 4–1 da Copa da Liga sobre o Ipswich Town em 24 de setembro de 2008. Ele então marcou seu primeiro gol na liga em uma vitória em casa por 3-0 sobre o Blackburn Rovers em 13 de dezembro de 2008. Em 4 de março, ele recebeu um cartão vermelho direto, seu segundo na temporada, por um entrada desleal em Scott Parker, na derrota em casa para o West Ham. Apesar de estar vinculado em um acordo de 3 anos, devido ao seu desempenho impressionante em sua 1° temporada, foi sondado por vários clubes.

### Sunderland
Em 12 de agosto de 2009, foi anunciado que Cattermole havia concluído um exame médico em na cidade Sunderland e se transferiu para o clube por uma taxa de £ 6 milhões. O meio-campista ingressou no clube por um contrato de 4 anos, reunindo-se com o ex-técnico do Wigan, Steve Bruce.
Em sua estréia, na vitória por 1 a 0 sobre o Bolton Wanderers, ganhou o prêmio de Man of the Match do Sunderland. Se tornou popular entre os fãs por suas atuações, apesar de ter perdido vários jogos devido a uma lesão no calcanhar.
Em 17 de outubro de 2009, teve uma  lesão no joelho na vitória sobre o Liverpool e ficou fora por 12 semanas. Voltou a atuar quando substituiu Jordan Henderson, no dia 15 de dezembro, na derrota por 2 a 0 contra o Aston Villa.
Foi capitão do time na derrota por 4-3 para o Manchester City e jogou os 90 minutos.Na véspera da temporada 2010-11. Cattermole foi escolhido pelo gerente Bruce como o capitão, substituindo Lorik Cana, que havia saído, além de também receber a camisa número 6 vaga.
Foi expulso pela primeira vez no 1° jogo da temporada contra o Birmingham City, após receber o 2° cartão amarelo. Bruce mais tarde se referiu ao árbitro Anthony Taylor como "fora de seu alcance". Cattermole jogou a maior parte dos 90 minutos na vitória do Sunderland por 3 a 0 fora de casa contra o Chelsea, saindo nos acréscimos do 2° tempo e foi fundamental na vitória. Ganhou o prêmio de melhor em campo por seu desempenho em casa contra o West Ham, jogo em que o Sunderland venceu por 1-0. As entradas duras de Cattermole o colocava em situações complicadas com os árbitros. Bruce, apesar de apoiar Cattermole como capitão do clube, disse que seu histórico disciplinar devia melhorar. Novamente, Cattermole sofreu con uma temporada de lesões, fazendo 24 aparições no total (2 à mais que na temporada anterior).
Cattermole permaneceu capitão no início da temporada 2011-12 e recebeu cartões amarelos nos primeiros dois jogos, contra Liverpool e Newcastle. Ele então caiu em desgraça, com sua próxima partida completa só ocorrendo em 5 de novembro, em uma derrota fora de casa para o Manchester United. Após a demissão de Bruce e a nomeação de Martin O'Neill como seu sucessor, foi sugerido que Cattermole perdesse a braçadeira de capitão, especialmente depois que ele e Nicklas Bendtner foram presos por supostamente danificarem carros no centro da cidade de Newcastle. No entanto, ele ficou com a faixa e liderou a equipe em sua primeira aparição sob o comando de O'Neill, numa vitória por 3-2 sobre o Queens Park Rangers.
Cattermole teve indiscutivelmente 2 de suas melhores atuações pelos Black Cats em uma vitória por 1–0 sobre o Manchester City no dia 31 de janeiro de 2012 e uma vitória por 4–1 contra o Wigan, 2 dias depois. Após a vitória sobre o Manchester City, O'Neill disse sobre Cattermole: "Muito bem, absolutamente brilhante. Você tem um coração de leão". O capitão também teve outra excelente atuação defensiva no jogo da 5° rodada da Copa da Inglaterra, contra o Arsenal, no dia 18 de fevereiro. Cattermole e seus companheiros constantemente pressionavam os jogadores dos Gunners quando eles tinham a posse de bola, forçando-os à errar e contra-ataques rápidos, os Black Cats venceu por 2-0.
Em 4 de março de 2012, recebeu um cartão vermelho no final da partida após confrontar o árbitro Mike Dean. Martin O'Neill descreveu a expulsão de Cattermole como "tola", mas afirmou que o Newcastle teve "sorte" de terminar com 11 jogadores. Cattermole foi banido por quatro partidas pelo incidente. Durante sua proibição, notícias indicaram que Cattermole poderia a capitania por causa de seu comportamento no Dérbi Tyne-Wear, mas O'Neill negou as alegações.
Depois de cumprir sua suspensão, Cattermole voltou no dia 27 de março, no jogo de volta das quartas de final da FA Cup, contra o Everton, partida que o Sunderland acabou perdendo por 2-0. Ao longo de 73 jogos pelo Sunderland em todas as competições, Cattermole foi reserva 32 vezes e recebeu 4 cartões vermelhos.
No início da temporada 2013-14, Cattermole foi substituído como capitão por John O'Shea e sua camisa número 6 entregue ao novo contratado. Cattermole recebeu a camisa com o número 33. Marcou seu primeiro gol na liga na derrota por 5 a 1 para o Tottenham Hotspur, no White Hart Lane, em 7 de abril de 2014.
Cattermole recuperou sua camisa número 6 no início da temporada 2014-15, e marcou o seu 1° gol na temporada após um chute de 22 metros de distância, que ele descreveu como sendo 'o melhor gol que ele já marcou', em um empate por 2 a 2 no West Bromwich.
Em 2 de julho de 2015, Cattermole assinou uma extensão de contrato de 5 anos com o Sunderland, com duração até 2021. Na estréia da temporada 2015-16, Cattermole foi o capitão do Sunderland contra o Leicester City no King Power Stadium, mas foi substituído pelo técnico Dick Advocaat, após 30 minutos, com seu time perdendo por 3 a 0 e Cattermole tendo sofrido um pênalti. O Sunderland perdeu este jogo por 4-2.
Depois de perder a maior parte da temporada 2016-17 devido a uma lesão, Cattermole voltou ao time no final da campanha e ganhou elogios dos fãs do Sunderland por seu desempenho contra o Arsenal, no Emirates Stadium em 16 de maio de 2017, quando os Black Cats foram derrotados por 2 a 0 graças aos 2 gols de Alexis Sánchez.
Cattermole foi rebaixado com o Sunderland, quando o clube terminou em último lugar na tabela com apenas 24 pontos, encerrando sua passagem de dez anos na primeira divisão.
No dia 31 de março de 2019, durante a final do Troféu EFL contra o Portsmouth, perdeu seu pênalti e Sunderland ficou com o vice-campeonato, após uma derrota por 5-4 nos pênaltis para e um empate 2-2 até a prorrogação.
Em 1º de julho de 2019, foi anunciado que Cattermole deixaria Sunderland após 10 anos no clube. Cattermole explicou no comunicado que " é o momento certo para encontrar um novo desafio ". Posteriormente, assinou com o VVV-Venlo em agosto do mesmo ano.

### VVV-Venlo
Em 22 de agosto de 2019, Cattermole mudou-se para o futebol holandês, assinando um contrato de 1 ano com o VVV-Venlo, para a disputa da Eredivisie, em uma transferência gratuita.
Cattermole foi liberado em 27 de maio de 2020, logo após o abandono da temporada devido à pandemia do coronavírus, com ele saindo com o fundamento de que seu contrato havia expirado e o clube optou por não renovar.

### Aposentadoria
Após ter seu contrato rescindido com VVV-Venlo e devido à pandemia do coronavirus ter parado os campeonatos, Cattermole achou melhor se aposentar com apenas 32 anos, e disse pensar em uma carreira de treinador.

## Seleção Nacional
Cattermole foi convocado pela 1° vez para a seleção inglesa Sub-21, na repescagem de outubro de 2006 contra a Alemanha. Cattermole marcou 1°  gol internacional e o 1°  do Campeonato Europeu Sub-21 de 2009 em 15 de junho, contra a Finlândia,, após assistência de Gabriel Agbonlahor. Cattermole marcou seu terceiro com uma camisa da Inglaterra quando eles vieram de trás para derrotar a Macedônia Sub-21 em uma vitória por 2–1 com um gol aos 83 minutos, selando a vitória após um gol impressionante de seu companheiro de seleção Freddie Sears.

## Títulos

### Clube

#### Middlesbrough
- Liga Europa da UEFA vice-campeão: 2005–06[44]

#### Sunderland
- Copa da Liga Inglesa vice-campeão: 2013–14[45]
- EFL Trophy vice-campeão: 2018–19[46]

### Seleção Nacional

#### Inglaterra Sub-21
- Campeonato Europeu Sub-21 vice campeão: 2009[47]

### Prêmios individuais
- Jogador do ano pelo North East Football Writers Association's:, 2014[48]